# Robert Malcolm
Robert Malcolm (Glasgow, 12 novembre 1980) è un ex calciatore scozzese, di ruolo difensore.

## Palmarès

### Club

#### Competizioni nazionali
- Campionato scozzese: 4

Rangers: 1998-1999, 1999-2000, 2002-2003, 2004-2005
- Coppa di Scozia: 4

Rangers: 1998-1999, 1999-2000, 2001-2002, 2002-2003
- Coppa di Lega scozzese: 4

Rangers: 1998-1999, 2001-2002, 2002-2003, 2004-2005